# Fernando Andrés Márquez
Fernando Andrés Márquez (Santa Fe, 10 dicembre 1987) è un calciatore argentino, attaccante dello Sp. Belgrano (SF).

## Caratteristiche tecniche
È una prima punta.